# Fimmvörðuháls
Fimmvörðuháls è un'area situata fra i ghiacciai Eyjafjallajökull e Mýrdalsjökull nel sud dell'isola d'Islanda.

## Accesso
La strada che da Skógar va a Þórsmörk passa per Fimmvörðuháls ed una delle più famose rotte pedonali d'Islanda nonostante la lunghezza di 22 chilometri ed una salita dal dislivello di 1.000 metri. Alle falde del Fimmvörðuháls esiste un moderno e confortevole rifugio di proprietà di Útivist, una associazione escursionistica islandese. 
Nelle vicinanze esiste anche un altro rifugio, più vecchio e meno confortevole, denominato Baldvinsskáli. La strada da Skógar è particolarmente attraente per il paesaggio e le numerose cascate che si incontrano lungo la via. La strada è praticabile soltanto fra la metà di giugno e la fine di agosto. 
Vi è la possibilità di combinare la strada da Fimmvörðuháls con quella per Laugavegur passando per Landmannalaugar e Þórsmörk, realizzando così un'escursione della durata di 4-6 giorni.

## Incidenti
La notte del 16 maggio 1970, tre escursionisti morirono sorpresi da una improvvisa tempesta di neve.

## Eruzione del 2010

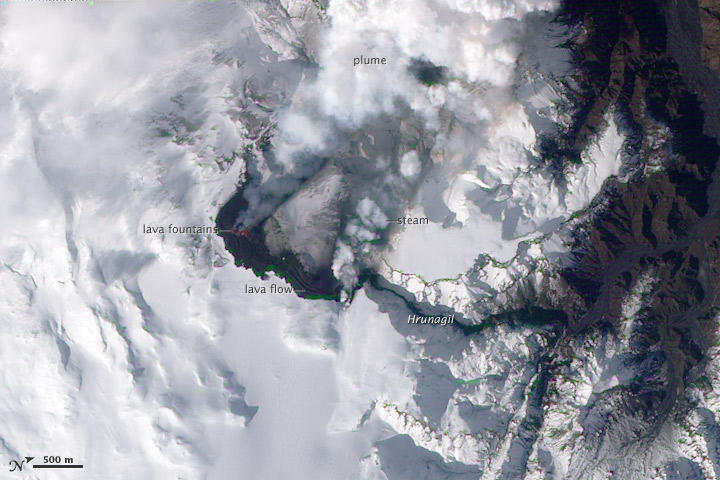
Il ghiacciaio Eyjafjallajökull visto dall'osservatorio satellitare NASA EO-1 il 24 marzo 2010.

Il 20 marzo 2010 sull'area ha avuto inizio un'eruzione sul ghiacciaio Eyjafjallajökull dopo alcuni mesi di scosse sismiche di diversa entità che avevano interessato l'area. L'eruzione ha avuto inizio intorno alle ore 23:00 ed ha provocato l'apertura di una fessura lunga circa 500 metri lungo la parte nord del passo.
Una settimana dopo, l'eruzione del Fimmvörðuháls ha provocato un nuovo cratere lungo circa 300 metri
verso l'area di Þórsmörk, un'area protetta, subito dichiarata non agibile fino a quando i vulcanologi non avranno studiato la situazione.
L'eruzione ha avuto, in aprile, uno sviluppo notevole ed improvviso portando grandi masse magmatiche a contatto con il ghiacciaio Eyjafjallajökull, creando delle enormi nuvole di vapore e materiali silicei che hanno reso necessario il blocco della navigazione aerea in tutta l'Europa del nord.